# Emory, Texas
Emory är administrativ huvudort i Rains County i Texas. Orten har fått sitt namn efter bosättaren Emory Rains. Enligt 2010 års folkräkning hade Emory 1 239 invånare.